# カンピオナート・ピアウイエンセ
カンピオナート・ピアウイエンセ (Campeonato Piauiense) は、ブラジル・ピアウイ州のサッカーリーグである。ピアウイ州サッカー連盟 (Federação de Futebol do Piauí, FFP) が主催する。日本ではピアウイ州選手権の名称で紹介されることが多い。

## 大会方式
2017年シーズン
大会はタッサ・エスタド・ド・ピアウイ (Taça Estado do Piauí de Futebol) とタッサ・シダーデ・ジ・テレジーナ (Taça Cidade de Teresina de Futebol) の2つに分かれている。両大会共に以下の方式で戦う。
- ファーストステージ - 7チームによる1回総当たりのリーグ戦を行う。上位4チームがファイナルステージへ進む。
- セカンドステージ - ファーストステージを勝ち上がった4チームによるトーナメント方式。準決勝・決勝共にホーム・アンド・アウェーの2試合で勝敗を決する。

タッサ・エスタド・ド・ピアウイとタッサ・シダーデ・ジ・テレジーナの優勝チームはホーム・アンド・アウェーの2試合で勝敗を決し、その勝者がカンピオナート・ピアウイエンセ優勝となる。両大会で優勝チームが同じ場合、決定戦は行われない。
なお、年間総合成績の最下位チームは2部へ降格する。
※ブラジルのほかの州選手権と同様に、大会方式は毎年変わり得る。

## 参加クラブ
2017年シーズン 1部
- 4・デ・ジューリョ（ポルトガル語版）
- アルトス（ポルトガル語版）
- フラメンゴ
- パルナイーバ（ポルトガル語版）
- ピアウイ（ポルトガル語版）
- ピコス（ポルトガル語版）
- リヴェル

## 歴代優勝クラブ
- 1941 ボタフォゴ
- 1942 フラメンゴ
- 1943 フラメンゴ
- 1944 フラメンゴ
- 1945 ボタフォゴ
- 1946 ボタフォゴ
- 1947 フラメンゴ
- 1948 リヴェル
- 1949 ボタフォゴ
- 1950 リヴェル
- 1951 リヴェル
- 1952 リヴェル
- 1953 リヴェル
- 1954 リヴェル
- 1955 リヴェル
- 1956 リヴェル
- 1957 ボタフォゴ
- 1958 リヴェル
- 1959 リヴェル
- 1960 リヴェル

- 1961 リヴェル
- 1962 リヴェル
- 1963 リヴェル
- 1964 フラメンゴ
- 1965 フラメンゴ
- 1966 ピアウイ
- 1967 ピアウイ
- 1968 ピアウイ
- 1969 ピアウイ
- 1970 フラメンゴ
- 1971 フラメンゴ
- 1972 チラデンテス
- 1973 リヴェル
- 1974 チラデンテス
- 1975 リヴェル / チラデンテス
- 1976 フラメンゴ
- 1977 リヴェル
- 1978 リヴェル
- 1979 フラメンゴ
- 1980 リヴェル

- 1981 リヴェル
- 1982 チラデンテス
- 1983 アウト・エスポルテ
- 1984 フラメンゴ
- 1985 ピアウイ
- 1986 フラメンゴ
- 1987 フラメンゴ
- 1988 フラメンゴ
- 1989 リヴェル
- 1990 チラデンテス
- 1991 ピコス
- 1992 4・デ・ジューリョ
- 1993 4・デ・ジューリョ
- 1994 ピコス
- 1995 コリ＝サバ
- 1996 リヴェル
- 1997 ピコス
- 1998 ピコス
- 1999 リヴェル
- 2000 リヴェル

- 2001 リヴェル
- 2002 リヴェル
- 2003 フラメンゴ
- 2004 パルナイーバ
- 2005 パルナイーバ
- 2006 パルナイーバ
- 2007 リヴェル
- 2008 バラス
- 2009 フラメンゴ
- 2010 コメルシアウ
- 2011 4・デ・ジューリョ
- 2012 パルナイーバ
- 2013 パルナイーバ
- 2014 リヴェル
- 2015 リヴェル
- 2016 リヴェル

## クラブ別優勝回数
| クラブ             | 優勝 | 優勝年 |
| ------------------ | ---- | --- |
| リヴェル           | 30   | 1948, 1950, 1951, 1952, 1953, 1954, 1955, 1956, 1958, 1959, 1960, 1961, 1962, 1963, 1973, 1975, 1977, 1978, 1980, 1981, 1989, 1996, 1999, 2000, 2001, 2002, 2007, 2014, 2015, 2016 |
| フラメンゴ         | 16   | 1942, 1943, 1944, 1947, 1964, 1965, 1970, 1971, 1976, 1979, 1984, 1986, 1987, 1988, 2003, 2009                                                                                     |
| ボタフォゴ         | 5    | 1941, 1945, 1946, 1949, 1957 |
| ピアウイ           | 5    | 1966, 1967, 1968, 1969, 1985 |
| チラデンテス       | 5    | 1972, 1974, 1975, 1982, 1990 |
| パルナイーバ       | 5    | 2004, 2005, 2006, 2012, 2013 |
| ピコス             | 4    | 1991, 1994, 1997, 1998 |
| 4・デ・ジューリョ  | 3    | 1992, 1993, 2011 |
| アウト・エスポルテ | 1    | 1983 |
| コリ＝サバ         | 1    | 1995 |
| バラス             | 1    | 2008 |
| コメルシアウ       | 1    | 2010 |